# 大禅師文子
大禅師 文子（だいぜんじ ふみこ、7月27日 - ）は、日本の歌手、女優である。大阪府出身。東京都在住。血液型O型。

## プロフィール
東宝芸能に所属し、ミュージカルを中心に舞台・映画などで活躍していた。2010年にシンガーソングライターに転身。
2010年7月15日にシングル「1/f」で全国デビュー
2014年4月に芸能事務所 J-ROCKに宮崎奈穂子、有坂ちあきとともに移籍した。現在はフリーで活動している。
自主企画ライブや各種イベント、パーティ等での歌唱を行う。また舞台に出演し、芝居や朗読も行っている。

## ディスコグラフィー

### CDシングル（maxiシングル）
1. 1/f（2010年7月15日）

### CDアルバム
1. Login -あなたの心に入り込むパスワードを教えてください-（2010年10月18日)
2. 東京野球物語（2011年11月19日)
3. 大禅師文子でございます！（2012年7月14日)
4. 哀しみの★存在理由～赤と黒のTWINS～（2012年10月21日）
5. 幸せの向こう側（2013年1月13日)
6. DAIZENJI/Rock&Ballad
7. 愛の輪郭
8. 渚のラプソディー

## 出演

### 舞台
⚫︎黄泉坂一丁目　(2020年10月)
- それぞれのコンサート 市村正親（2010年3月）
- 地図から消された島 森野早苗役（2009年10月）
- カゴツルベ 花魁・若草役（2009年3月、4月）
- 誰かが私を愛してる 冴子役（2008年12月）
- フラガール （2008年7－8月）
- FIRST! 良知真次コンサート
- 君に捧げる歌 メイリン役（2007年12月）
- HIGH SCHOOL MUSICAL （2007年6-7月）
- 産隆大學応援団～無敵のチアボーイズ～ ユウ役（2007年3-5月、8-10月）
- THE BOY FROM OZ （2005年6月、2006年10-11月、2008年)
- DEBBIE☆DOES☆DALLAS～デビーのイケナイ2週間～ ロバータ役（2006年9-10月）
- ユニバーサル・スタジオ・ジャパン『ハリウッド・マジック』
- セサミストリート『バースデー・セレブレーション』

### 映画
- 「さよなら、マイコメディアン」(2011年、JUMP CINEMA)　今村景子役
- 「グッドコンビネーション」

### テレビ
- NHK連続テレビ小説『てるてる家族』（2003年）
- 歌謡スペシャル『わが心の大阪メロディー』
- インターネットTV 「ON AIR TV『大禅師の変』」パーソナリティ

### ラジオ
- 大石吾朗の「コッキーポッププレミアム」ゲスト出演
- 森下仁丹Presents「バイオRadio!」ゲスト出演
- 写真家 山岸伸の「世界の光の中で」ゲスト出演
- エフエム世田谷「大禅師文子の何が大事〜⁈」パーソナリティ

### CM
- 千鳥屋「みたらし小餅」
- softbank
- asics ウエイトコントロールスーツ（2010年）
- ユニクロ
- B.V.D
- JT
- 港区都議会選挙PR動画